# الجامعة التونسية للرياضة المدرسية والجامعية
الجامعة التونسية للرياضة المدرسية والجامعية (بالفرنسية: Fédération Tunisienne des Sports Scolaires et Universitaires)‏ هي جامعة رياضية تونسية تأسست في 17 مارس 1989، تشرف على الرياضة المدرسية والجامعية في تونس.

## أهداف
تهدف الجامعة إلى:
- تنظيم وتطوير ومراقبة ممارسة الرياضة المدرسية والجامعية بمختلف أشكالها على التراب التونسي.
- إدارة وتنسيق أنشطة الجمعيات التي تضم الأعضاء الممارسين للرياضة المدرسية والجامعية بمختلف أشكالها.
- الدفاع عن مصالح الرياضة المدرسية والجامعية في تونس.

## مقالات ذات صلة
- الاتحاد الدولي للألعاب الجامعية

## وصلة خارجية
- الموقع الرسمي للجامعة التونسية للرياضة المدرسية والجامعية.